# Laurent Blanchard
Pour les articles homonymes, voir Blanchard.
Laurent Blanchard, né le 25 novembre 1952 dans le quartier Mercier de Montréal, est un homme politique québécois, maire de Montréal de juin à novembre 2013. Il occupe la fonction de manière intérimaire après les démissions successives de Gérald Tremblay et Michael Applebaum en moins de sept mois, vu des allégations de corruption.

## Biographie

### Carrière professionnelle
Laurent Blanchard possède une vaste expérience du milieu de la presse et de l'édition. Il a longtemps été l'éditeur et le copropriétaire de l'hebdomadaire Les Nouvelles de l'Est, avant de devenir, à la fin des années 1980, adjoint au président des Hebdos Télémédia. De 1991 à 1994, il est attaché politique aux affaires internationales de Montréal sous l’administration du maire Jean Doré. De 1995 à 2002, il exerce la fonction de directeur général à la Corporation de développement de l’Est (CDEST), structure qui œuvre au développement économique de l'arrondissement de Mercier–Hochelaga-Maisonneuve. En parallèle à son mandat à la CDEST, il est aussi secrétaire du conseil d'administration de la Chambre de commerce et d'industrie de l'Est de l'île de Montréal et membre de la table de concertation de Pro-Est.
Son implication dans les milieux socio-communautaires d'Hochelaga-Maisonneuve est aussi très diversifiée : il a été, notamment, membre de la commission de crédit de la Caisse populaire de Maisonneuve, membre du conseil d'administration du cégep de Maisonneuve, membre du comité des fêtes du centenaire d'Hochelaga-Maisonneuve, vice-président de Tourisme Hochelaga-Maisonneuve et président du conseil d'administration de Coup de Cœur francophone.

### Carrière politique
En novembre 2005, il se présente aux élections municipales de Montréal dans le district d'Hochelaga de l'arrondissement de Mercier–Hochelaga-Maisonneuve où il est élu conseiller municipal. Il est réélu le 1er novembre 2009 sous la bannière de l’équipe de Vision Montréal. Dans ses fonctions de conseiller municipal, il exerce les responsabilités de président de la commission sur l'examen des contrats, du comité consultatif d'urbanisme, des comités des finances et des ressources matérielles ainsi que du développement économique et de l'habitation. Il est en outre membre des trois comités de toponymie, olympique et des loisirs, de l'environnement et du développement durable.
Après l'élection de Michael Applebaum au poste de maire, Laurent Blanchard est nommé président du comité exécutif le 21 novembre 2012. Une semaine après la démission d'Applebaum, il est élu maire de Montréal le 25 juin 2013 avec 30 voix contre 28 pour Harout Chitilian,.
Lors des élections municipales du 3 novembre 2013, Laurent Blanchard se présente au poste de conseiller municipal pour le district d'Hochelaga dans l'arrondissement Mercier–Hochelaga–Maisonneuve, mais il est défait par Éric Alan Caldwell (en) de Projet Montréal.
En décembre 2018, il démissionne de son poste de chef de la Coalition Montréal.